# Pavel Yakovenko
Pavel Aleksandrovich Yakovenko ou Pavlo Oleksandrovych Yakovenko - respectivamente, em russo, Павел Александрович Яковенко, e, em ucraniano, Павло Олександрович Яковенко (Nikopol, 19 de dezembro de 1964) é um ex-futebolista e treinador de futebol ucraniano.
Iniciou a carreira no Metalist Kharkiv em 1981, tendo atuado em apenas 2 jogos. Fez parte do vitorioso elenco do Dínamo de Kiev nos anos 1980, disputou a Copa de 1986 com onze colegas de equipe. No jogo inaugural, contra a Hungria, marcou aquele que seria seu único gol pela União Soviética, logo aos dois minutos da partida. Prejudicado por lesões, Yakovenko não disputou a Eurocopa de 1988 nem a Copa de 1990. Com a dissolução da União Soviética em 1991, não chegou a jogar pela Seleção Ucraniana logo após a independência do país.
Yakovenko deixou o Dínamo de Kiev em 1993, encerrando a carreira aos 30 anos, quando jogava pelo Sochaux.
Seus filhos, Oleksandr e Yuriy, também seguem a carreira futebolística.

## Carreira de técnico
Yakovenko estreou como treinador ainda em 1994, no Metalurh Nikopol. Comandou também Uralan Elista, Borysfen-2 Boryspil, Khimki, Kuban Krasnodar e FC Rostov, além das seleções Sub-19 e Sub-21 da Ucrânia, onde teve 2 passagens.